# Stenus clavicornis
Stenus clavicornis är en skalbaggsart som först beskrevs av Giovanni Antonio Scopoli 1763.  Stenus clavicornis ingår i släktet Stenus, och familjen kortvingar. Arten är reproducerande i Sverige.

## Bildgalleri

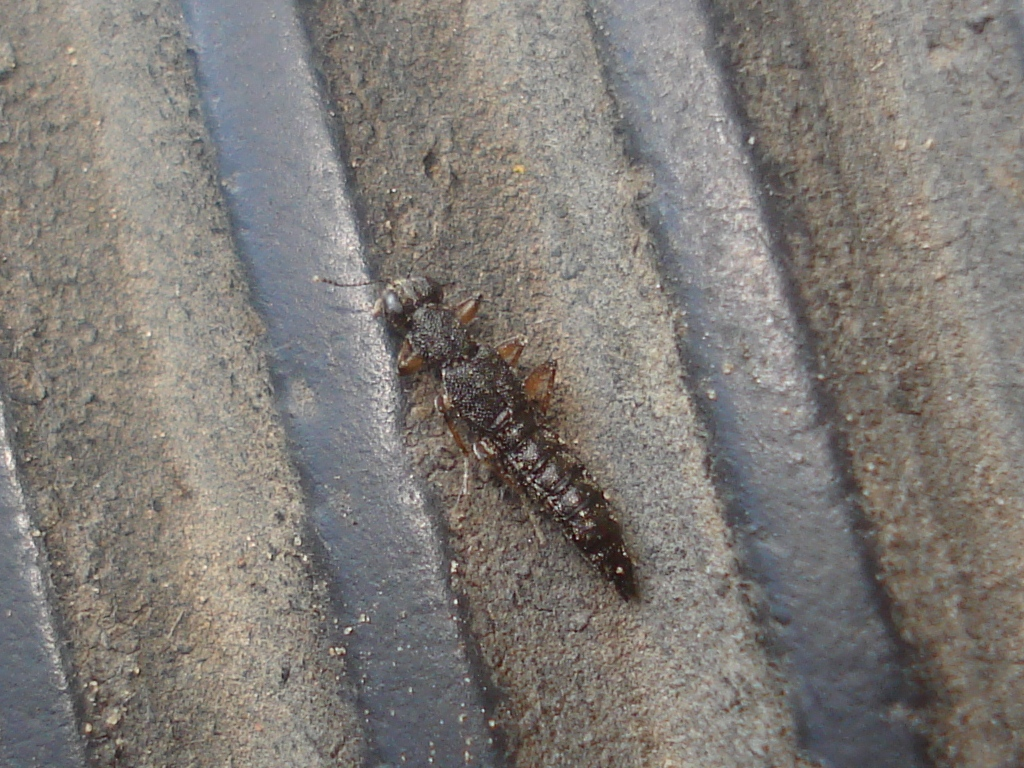